# Pristina
Pristina [pɾiʃtiːna] ⓘ (albanisch Prishtinë bzw. Prishtina; serbisch Приштина Priština; deutsch veraltet auch Prischtina) ist die Hauptstadt der Republik Kosovo und mit fast 150.000 Einwohnern zugleich die größte Stadt und Gemeinde des Staates.
Pristina ist Regierungssitz und somit das politische Landeszentrum. In der Stadt befinden sich der Sitz der Regierung, der Parlamentssitz und der Amtssitz der Präsidentin. Des Weiteren sind hier die Hauptquartiere der UNMIK- und OSZE-Missionen im Staat ansässig. Im Mittelpunkt des Amselfeldes gelegen ist Pristina auch Verkehrsknotenpunkt sowie wirtschaftliches und kulturelles Zentrum der Republik Kosovo.
Zur 227.466 Einwohner zählenden Gemeinde Pristina gehören neben dem Stadtgebiet noch 41 umliegende Ortschaften. Pristina ist zudem Hauptstadt eines Bezirkes mit 490.272 Einwohnern.

## Geographie
Pristina liegt östlich des zentralen Kosovo in der historischen Landschaft Amselfeld (albanisch Rrafsh i Kosovës, serbisch Косово Поље Kosovo Polje) auf 595 m ü. A. Umgeben ist die Stadt von den fruchtbaren Ebenen dieser Region, nur im Osten erheben sich die Hügel des Zhegoc (serbisch Žegovac).
In der Stadt gibt es keine Flüsse mehr. Die bis in die 1950er Jahre existierenden Flüsse, die Pristina und die Vellusha, wurden durch Müll und Erde weitgehend zugedeckt und verschwanden aus dem Stadtbild. Die beiden mündeten einst in die Sitnica, die westlich des Stadtgebiets nach Nordwesten fließt.
Die Berge des Zhegoc sind teilweise als Landschaftsschutzgebiet Gërmia-Park geschützt. Der Park ist ein beliebtes Naherholungsgebiet am östlichen Stadtrand. Er grenzt im Süden an den Badovac-See, ein Reservoir von etwa 5,5 Kilometern Länge.

### Gemeindegliederung
→ siehe Hauptartikel Gemeinde Pristina

### Klima
In Pristina herrscht gemäßigtes kontinentales Klima mit einer Jahresdurchschnittstemperatur von 10,4 °C und einer Jahresniederschlagssumme von knapp 600 mm vor. Im Juli liegt die Durchschnittstemperatur bei 20 °C, im Januar bei −0,6 °C.
|                       | Jan  | Feb  | Mär  | Apr  | Mai  | Jun  | Jul  | Aug  | Sep  | Okt  | Nov  | Dez  |   |       |
| Mittl. Tagesmax. (°C) | 2,4  | 5,5  | 10,5 | 15,7 | 20,7 | 23,9 | 26,4 | 26,7 | 23,1 | 17,1 | 10,2 | 4,2  | ⌀ | 15,6  |
| Mittl. Tagesmin. (°C) | −4,9 | −2,8 | 0,2  | 4,2  | 8,5  | 11,4 | 12,5 | 12,3 | 9,4  | 5,0  | 0,9  | −3,1 | ⌀ | 4,5   |
|                       |      |      |      |      |      |      |      |      |      |      |      |      |   |       |
| Niederschlag (mm)     | 38,9 | 36,1 | 38,8 | 48,8 | 68,2 | 60,3 | 51,6 | 44,0 | 42,1 | 45,4 | 68,2 | 55,5 | Σ | 597,9 |
|                       |      |      |      |      |      |      |      |      |      |      |      |      |   |       |
| Regentage (d)         | 13,6 | 12,3 | 11,4 | 12,1 | 12,8 | 11,9 | 8,3  | 7,9  | 7,5  | 8,6  | 12,3 | 14,5 | Σ | 133,2 |

| −4,9 |

| −2,8 |

| 0,2 |

| 4,2 |

| 8,5 |

| 11,4 |

| 12,5 |

| 12,3 |

| 9,4 |

| 5,0 |

| 0,9 |

| −3,1 |

| −4,9 |

| −2,8 |

| 0,2 |

| 4,2 |

| 8,5 |

| 11,4 |

| 12,5 |

| 12,3 |

| 9,4 |

| 5,0 |

| 0,9 |

| −3,1 |

## Geschichte

### Antike
Auf Stadtgebiet wurden Terrakotta-Figuren aus der Vinča-Kultur (4.–5. Jahrtausend v. Chr.) gefunden, darunter die Gottheit auf dem Thron.
Ulpiana, das in der Nähe des heutigen Klosters Gračanica, beim heutigen Lipjan liegt, wurde als eine der neun Städte Obermösiens in der Zeit von Domitian bis Mark Aurel gegründet. Sie entwickelte sich aus einer kaiserlichen Domäne, die in der Nähe von dort bestehenden Bergwerken lag. Der Name findet sich bei griechischen Autoren als Oulpianón, Oulpiána oder Oulpianá in verschiedenen Schreibweisen, im lateinischen jedoch durchgehend Ulpiana. Der Name beweist eindeutig, dass die Stadt unter Traian (Ulpis Traianus) entstanden ist.
Die Stadt besaß die Form eines Trapezes mit einer Seitenlänge von 500 m. Sie erhielt im 4. Jahrhundert eine Stadtmauer von ca. 3 m Dicke, die durch halbkreisförmige Türme im Abstand etwa 30 m verstärkt war. Etwa 400 m von der Ostmauer wurde ein quadratisches Kastell mit Seiten- und Ecktürmen entdeckt, das als Lager in der Notitia Dignitatum erwähnten legio Pseudocomitatensis Ulpianensis diente.
Die Einwohnerschaft bestand, wie in allen neuen Stadtgründungen Obermösiens, ursprünglich aus Einwanderern aus Italien und den westlichen Provinzen des Reiches. Anhand epigraphischer Zeugnisse wurde die Herkunft der Einwohnerschaft des Municipiums Ulpiana als hauptsächlich aus Veteranen bestehend festgestellt. Erst seit dem Ende des 2. Jahrhunderts kamen auch romanisierte Einheimische hinzu. Ausländer sind durch Inschriften zahlreich belegt, Einheimische können dagegen durch nur selten gefundene Inschriften nicht besonders zahlreich gewesen sein. Die einheimischen Namen – das einzige Anzeichen, dass es sich um Angehörige der alteingesessenen Bevölkerung handelte – verschwanden schnell, schon in der nächsten Generation, sobald sie das römische Bürgerrecht erhielten. So trugen z. B. Aurelius Stilo Babonius und seine Frau Ziza Merula einheimische Namen, während ihr Sohn auf derselben Inschrift bereits mit dem römischen Namen Aurelius Aquilinus erscheint. Bei Spätantiken Schriftstellern wird Ulpiana als Militärlager und Bischofssitz bezeichnet. An der Römerstraße von Shkodra über Lezha nach Niš (Naissus) gelegen, wurde sie ein zur Metropolis Scupi gehöriger Bischofssitz. Nach dem 4. Jahrhundert gibt es nur wenige Nachrichten über die weiteren Geschicke der Stadt. Sie sind zudem in den Quellen verstreut, so dass es schwer ist, die Ereignisse zu rekonstruieren. Im 5. Jahrhundert wurde sie von den Goten erobert – im Jahre 472 n. Chr. sandte der gotische Fürst Thiudimer seinen Sohn Theoderich mit den Begleitern Astat und Invilia und 3000 Leuten zu diesem Zweck von Naissus nach Ulpiana.
Nachdem Ulpiana während der Völkerwanderung in der Spätantike zerstört worden war, baute sie der Byzantinische Kaiser Justinian I. als Iustiniana Secunda wieder auf. Der alte römische Name der Stadt wurde wenn auch etwas verändert zu – Lipiana, Lipenion weitergenutzt. Die Serben übernahmen den Namen als Lipljan. Das letzte Zeugnis zur Stadt Ulpiana stammt aus dem Jahre 1020 in der Zeit Kaiser Basileios II.

### Mittelalter
Im Mittelalter wurde das nördlich Ulpianas als dörfliche Siedlung entstandene Priština im Zuge der Landnahme der Slawen auf dem Balkan durch serbische Stämme besiedelt und entwickelte sich nach der Eroberung des Amselfeldes unter den Nemanjiden zu einem der Zentren der mittelalterlichen serbischen Kultur. Über Priština verliefen die Handelsstraßen von Belgrad und der Save nach Süden sowie aus Kroatien und Bosnien an die Küste des Adriatischen Meeres. In der Gründungsurkunde König Stefan Uroš II. Milutin an das Kloster Banjska 1315/16 (Svetostefanska hrisovulja) wird die Straßenverbindung auf dem Amselfeld als Prištinski put (Prištiner Straße) bezeichnet.
Priština diente unter der Herrschaft von Stefan Uroš II. Milutin (1282–1321) und seiner Nachfolger auch als eine der Residenzen der serbischen Monarchen, in denen abwechselnd die jeweiligen Reichstage abgehalten wurden. Gleichzeitig erfolgte die Neugründung des unweit gelegenen Klosters Gračanica als Bischofssitz von Lipljan sowie Milutins zuerst angedachter monarchischer Ruhestätte.
Mitte des 14. Jahrhunderts war Priština ein unbefestigter Platz ländlichen Charakters, auf dem sich ein Schloss der serbischen Könige und Kaiser befand. Sie lag noch zu Anfang des 14. Jahrhunderts an der Grenze zwischen dem Nemanjiden- und dem Byzantinischen Reich. Unter Stefan Dušan verstärkte sich die Gräzisierung des serbischen Thrones und der Gesellschaft, die sich auch in der Einmischung in den Byzantinischen Bürgerkrieg niederschlug. So wurde der von Stefan Dušan favorisierte Byzantinische Kaiser Kantakuzenos im Juli 1342 in Priština vom serbischen Königspaar mit großen Ehren empfangen. In Folge der Kaiserkrönung Stefan Dušans 1349 wurde die Stadt formal Dušans Mitregenten Stefan Uroš V. unterstellt. Die südlichen Teile des Serbischen Reiches fielen nach Dušans Tod 1355 an die Mrnjavčevići. Priština verblieb jedoch im Territorium von Zar Uroš V. In Priština verfasste Uroš am 11. März 1365 eine Charta an die Söhne des Sebastokrators aus Ohrid Mladen Branković – Grugur und Vuk, deren Herkunfts- und Feudalgebiete in der Drenica standen, die diese durch Stiftung großer Metohi (Klosterländerein) in der Drenica und bei Srbica an das Primatskloster der Serbischen Kirche Hilandar zum maßgebenden Ktetor (Stifter) des Klosters bestimmte. Der Schlacht an der Marica 1371 folgend, fiel Priština in den Besitz von Lazar Hrebeljanović, der auch das nahegelegene große Bergwerkszentrum Novo Brdo und seinen Geburtsort Pripec als engeres ursprüngliches Feudalgebiet kontrollierte. Nachdem Lazar seine älteste Tochter Mara 1370 oder 1371 mit Vuk Branković vermählt hatte, übergab er seinem Schwiegersohn auch Priština, wo dieser dann das Zentrum seiner feudalen Herrschaft einrichtete. In Priština hatte Vuk seine Kanzlei, die mit der Republik Ragusa sowie dem Kloster Hilandar in wechselseitigen Korrespondenzen und Verträgen in symbolischer Erbfolge der Reichs-Tradition der Nemanjiden auftrat. Vuk sicherte sich über seine Position als Ktetor des Klosters Hilandar maßgeblichen Einfluss auf die Serbisch-Orthodoxe Kirche. In der von ihm herausgegebenen Hilandar-Goldbulle wies er weite Ländereien um Priština als Metohi der Klosterbruderschaft zu.
Vuk Branković schloss in Priština 1387 einen separaten Vertrag mit den Kaufleuten von Dubrovnik ab und gab dabei auch eine Urkunde heraus, die den Status der Dubrovniker Kaufleute in der Stadt regelte. Der Dubrovniker Marko Zvizdić stiftete testamentarisch im gleichen Jahr Geld für die Vollendung der Arbeiten an der Marienkirche Prištinas. Dieser Quellenhinweis auf eine katholische Kirche deutet auf eine größere Bevölkerung Dubrovniker Kaufleute in der Stadt noch vor der Schlacht auf dem Amselfeld hin.
Nachdem Priština als Vuks Herrschaftssitz schon 1387 von einer von Murat I. persönlich geleiteten großen osmanischen Streitmacht bedroht wurde, kam es nach intensiver Vorbereitung am 28. Juni 1389 zur historischen Schlacht auf dem Amselfeld, die zwischen den beiden dominierenden Fürstentümern Serbiens mit einer Streitmacht des bosnischen Königs auf der einen sowie den Osmanen und ihrer Vasallen auf der anderen Seite ausgetragen wurde und in deren Ergebnis eine dauerhafte Präsenz der Osmanen sowie nachfolgend die prägende Wirkung auf den weiteren Verlauf der historischen Entwicklung der gesamten Balkanhalbinsel eingeleitet wurde. Nachdem Vuk Branković in der Charta von 1392 an das Kloster Hilandar die Annahme des Friedensvertrag mit Bayezid I. wie der Annahme der Suzeränität des Sultans eingestehen musste, wurden auf dem Territorium der Brankovići in Zvečan und Jelača militärische Besatzungen, Timare und Zollstationen durch die Osmanen eingerichtet. Zuallererst stellten diese noch kleinere Oasen innerhalb des Fürstentums, die über den Sanđak-Beg in Skopje (seit 1392) in der Absicht einer weiteren territorialen Eroberung überwacht wurden. Nachdem Fürst Lazar I. in der Schlacht auf dem Amselfeld zu Tode gekommen war, wurde sein Leichnam bis 1392 in Priština aufgebahrt, auf Gesuch der Fürstin Milica bei Bayezid I. durfte er aber in einer feierlichen Prozession und anfolgenden Heiligsprechung aus Priština in die eigentliche Grablage ins Kloster Ravanica überführt werden.
Sultan Bayezid I. annektierte, nachdem Vuk Branković sich weiterhin unbotmäßig verhielt, bis Ende 1395 Priština und dessen gesamtes Fürstentum; seine Frau Mara emigrierte mit dem gesamten Vermögen der Familie nach Dubrovnik. Beyazid I. konnte die Besitzungen der Brankovići und Priština aber im Angesicht des Vordringens der Mongolen unter Timur 1402 nicht mehr effektiv in die osmanische Verwaltung integrieren und musste sie dem konkurrierenden Fürstentum der Lazarevići überlassen, da er im Feldzug gegen Timur auch auf die finanzielle und militärische Unterstützung von Stefan Lazarević angewiesen war.
Unter Stefan Lazarević blühten nach der vernichtenden Niederlage der Osmanen bei Ankara Bergbau und Handel auf. Dem Despotat bescherte dies einen kurzfristigen bedeutenden kulturellen und wirtschaftlichen Aufschwung sowie eine Atempause vor der erneuten Eroberungspolitik der Osmanen.
Priština stieg gleichzeitig zu der nach Srebrenica zweitwichtigsten Handelskolonie der Republik Ragusa auf. Es überholte als Handelsort bald auch das früher bedeutendere Trepča und war der primäre Handelsort auf dem Gebiet des Kosovo, in der die größte Anzahl Raguser Kanzleien bestand. In der Zeit zwischen 1414 und 1453 bestand in der Stadt ein Raguser Stadtteil, in der dann auch das Handwerk das Stadtbild prägte: Bäcker, Tischler, Weber, Schneider und insbesondere Goldschmiede. In der Stadt hielten sich auch türkische Händler und unterschiedliche Beamte auf.
Durch kapitalintensive Investitionen in den Bergwerksbetrieb etablierte sich eine protokapitalistische Ökonomie, in der die Bergwerksstädte und Bergmänner nach deutschem Vorbild eigene Statuten erhielten, Geldverleih und -zins eingeführt wurden sowie Städte erstmals auch in Form eines neuen Stadttyps im trg sich im Kontext einer europäischen städtischen Ökonomie und städtischen Gerichtsbarkeit bewegten. Diese Periode eines allgemeinen soziokulturellen Aufbruchs wurde nach der neuerlichen Eroberung Novo Brdos und Prištinas am 1. Juni 1455 durch Mehmed II. sowie der letzten serbischen Residenzstadt Smederevo 1459 mit der Annexion aller verbliebenen serbischen Feudalgebiete durch die Osmanen beendet. Damit wandelte sich insbesondere das ökonomische Fundament der Gesellschaft, in dem der zentralisierte osmanische Staatsfeudalismus den Adelsfeudalismus des christlichen Reiche ersetzte und ehemals privater Feudalbesitz in Gänze dem osmanischen Staat zufiel. Zusammen mit den durch Plünderung und Vertreibung verursachten Bevölkerungsverlusten in den christlichen serbischen Gemeinden führte dies zu einer langandauernden wirtschaftlichen Rezession der im Silberhandel reich gewordenen Handelsstädte.

### Frühosmanische Zeit

Priština zu Ende der osmanischen Zeit um 1900

Während der osmanischen Zeit breitete sich in der Stadt der Islam aus. Er war sunnitisch geprägt und verdrängte weitgehend das Christentum; während die Serben orthodox blieben, konvertierte der Großteil der Albaner zur neuen Religion. Eine Minderheit von ihnen blieb jedoch beim alten Glauben, der römisch-katholischen Kirche.
Während der osmanischen Zeit erlebte Priština (türkisch Priştine) eine neue Blüte im Handel und in der Kultur. Es entstanden zahlreiche Moscheen, Hamame, Karawansereien und Tekken. Auch die Infrastruktur wurde gebessert. Straßen wurden erstellt oder erneuert und auch viele Brücken entstanden zu dieser Zeit. So entstand die erste Moschee im späten XIV. Jahrhundert, als das Osmanische Reich im Zuge der Eroberung des Balkan auch Priština einnahm.
Der osmanische Schriftsteller und Reisende Evliya Çelebi (1611–1683) erzählt 1662 in seinem Reisebuch (Seyahatnâme) von der Stadt. Nach seinen Angaben bestand einst eine Festung, die vom serbischen König Milutin errichtet und 1389 während einer Belagerung durch die Osmanen unter Führung Sultans Murad I. zerstört wurde. Diese Festung konnte mit Hilfe von Archäologen in den letzten Jahrzehnten zwischen dem heutigen Uhrturm und dem Nationaltheater lokalisiert werden. Çelebi sei von den prächtigen Gärten und Weinbergen der Stadt beeindruckt gewesen. Die Stadt gehörte damals zum Sandschak Vushtrri und umfasste ca. 2000 Familien. Das wirtschaftliche Leben der Stadt wurde durch das Gildensystem (sog. Esnafs) beherrscht, wobei die Gerber und Bäcker die Preise kontrollierten, unfairen Handel begrenzten und als Banken für ihre Mitglieder auftraten. Während des österreichisch-türkischen Krieges im späten 18. Jahrhundert erklärten die Bürger von Priština unter der Führung des albanischen katholischen Priesters Pjetër Bogdani ihre Loyalität der österreichischen Armee und unterstützten sie im Kampf gegen das Osmanische Reich.

### Spätosmanische Zeit
Im 19. Jahrhundert schwand langsam die Macht des Osmanischen Reiches auf dem Balkan und somit auch im Kosovo. Das Sultanat zerbrach schließlich an seinen vielen Völkern, die mit ihren nationalistischen Bewegungen Autonomie oder sogar Unabhängigkeit von den Osmanen forderten. Im Kosovo waren dies namentlich die Serben und Albaner. Wegen der Überschneidung ihrer Wohngebiete kam es zwischen diesen zwei Völkern zu blutigen Konflikten.
Erstmals bekundeten die Albaner bei einem Aufstand 1844 ihren Widerstand gegen das Osmanische Reich. Sie protestierten gegen die ihnen auferlegten, zu hohen Steuern und die Politik der Zentralisierung. Nach der Zerschlagung des Aufstandes wurden viele albanische Einwohner Prištinas inhaftiert oder nach Kleinasien verbannt.
Das Jahr 1874 markiert einen Wendepunkt für die Stadt. Im selben Jahr begann der Zugverkehr zwischen Thessaloniki und Mitrovica und der Sitz des Vilâyet Prizren wurde nach Priština verlegt. Ende des 19. Jahrhunderts gehörte Priština zum osmanischen Vilâyet Kosovo, seit 1877 war es Sitz der Regionalverwaltung eines eigenen Sandschak. Meyers Konversations-Lexikon von 1888 bezeichnete die Stadt als „Hauptwaffenplatz der westlichen Balkanhalbinsel“, an der Eisenbahnstrecke Saloniki–Mitrovica. Es sei Sitz eines griechisch-orthodoxen Bischofs, habe 13 Moscheen, einen Basar, Bäder und rund 8000 Einwohner.
Pristina und die umliegende Region sind für die albanische Geschichte von großer Bedeutung. Sie waren eines der Zentren des albanischen Widerstands gegen das osmanische Sultanat und führten zur Herausbildung der literarischen Epoche der Rilindja (zu deutsch „Wiedergeburt/Renaissance“). Gesandte aus Pristina waren an der Gründung der Liga von Prizren mitbeteiligt, die den Widerstand und die Autonomiebestrebungen der Albaner zu koordinieren versuchte. Diese kontrollierte sogar für kurze Zeit die Verwaltung des Vilâyets Kosovo in Üsküp.

### 20. Jahrhundert

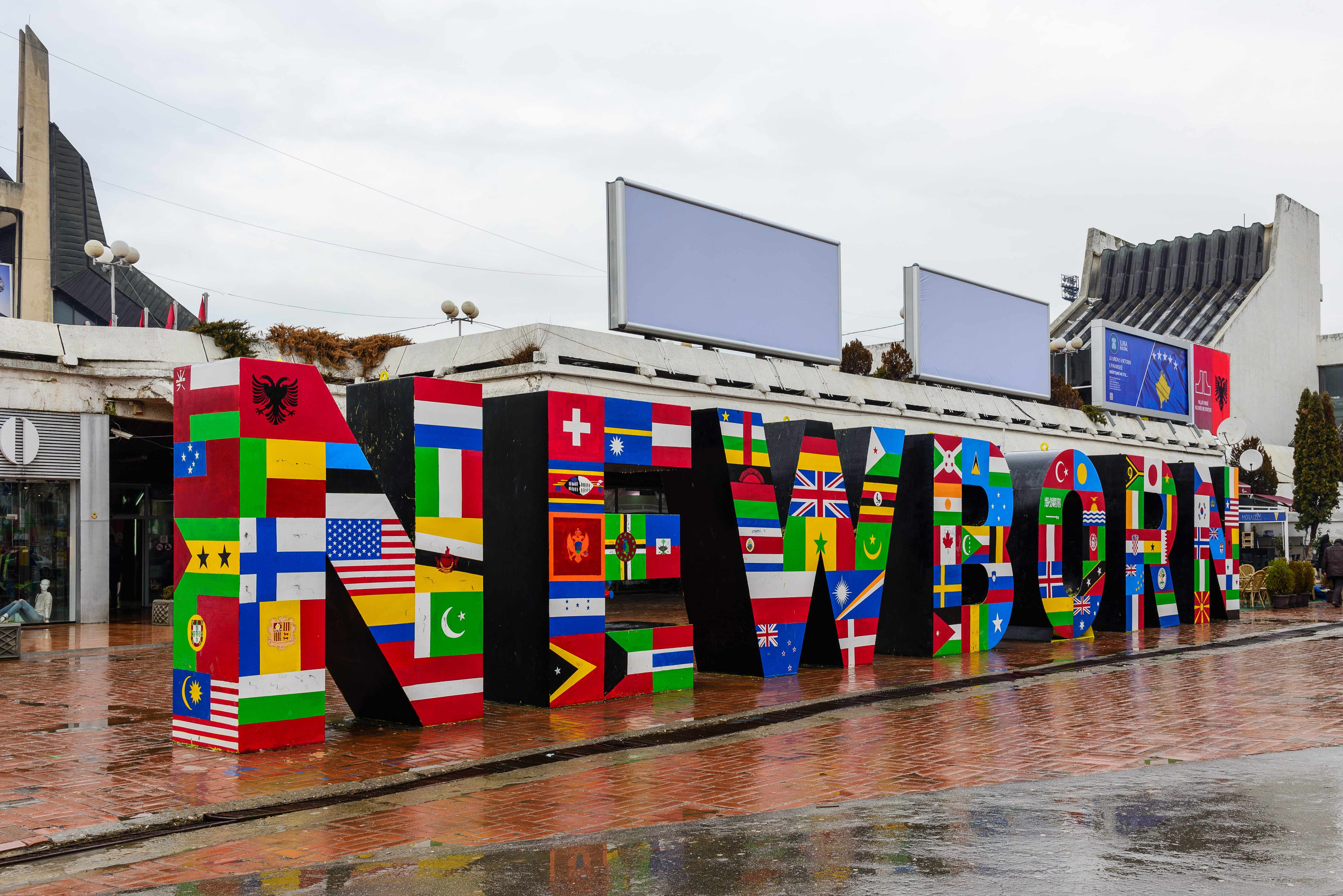
Newborn-Monument im Stadtzentrum. Enthüllt anlässlich der Unabhängigkeitserklärung am 17. Februar 2008

Im Januar 1912 wurde die Stadt nach über 450-jähriger osmanischer Herrschaft durch albanische Rebellen unter Führung von Hasan Bej Prishtina befreit. Doch schon im August kam sie wieder in osmanische Hand. Am 22. Oktober 1912 griffen serbische Truppen die Stadt an. Laut Berichten des albanischen Erzbischofs von Skopje, Lazër Mjeda, missbrauchten während der Eroberung der Stadt die Albaner unter Führung osmanischer Offiziere die Parlamentärflagge und töteten dabei zahlreiche serbische Offiziere und viele Soldaten. Als Racheakt sollen die serbischen Soldaten in den Tagen danach ein Massaker an geschätzten 5.000 Albanern der Stadt verübt haben.
Im Ersten Weltkrieg war die Stadt 1915 durch Bulgarien besetzt, anschließend von 1915 bis 1918 von österreichisch-ungarischen Truppen, danach fiel sie an das Königreich Jugoslawien.
Während des Zweiten Weltkrieges war Priština Teil des italienisch besetzten Albaniens. 1943 folgte die deutsche Wehrmacht als Besatzer. 1944 eroberten jugoslawische Partisanen die Stadt, die danach in den jugoslawischen Staat eingegliedert wurde (als Bestandteil der Teilrepublik Serbien). Nach einem Dekret der jugoslawischen Regierung erhielt Priština 1974 den Status der Provinzhauptstadt der innerhalb Serbiens neu gegründeten Sozialistischen Autonomen Provinz Kosovo. Diesen Status verlor sie nach 15 Jahren wieder und war Schauplatz vieler blutiger Demonstrationen und Proteste von Freiheit und Autonomie fordernden Studenten.

## Bevölkerung
Pristina ist die bevölkerungsreichste Stadt des Landes und hat gemäß 2011 durchgeführter Volkszählung 145.149 Einwohner im Stadtgebiet. Hiervon bezeichneten sich 141.307 (97,35 %) als Albaner, 2052 (1,41 %) als Türken, 597 (0,41 %) als Roma, Aschkali bzw. Balkan-Ägypter, 366 (0,25 %) als Bosniaken, 204 (0,14 %) als Goranen und 92 (0,06 %) als Serben. 281 Personen gehörten anderen Ethnien an, 73 gaben keine Antwort zur Ethnie und von 177 sind diesbezüglich keine Daten vorhanden.
Die Religion mit den meisten Anhängern ist der Islam. 140.786 Personen (96,99 %) zählten sich 2011 als Muslime. Die größte religiöse Minderheit bilden die Katholiken mit 985 Personen (0,68 %).
Vom Bevölkerungsteil, der über 15-jährig ist, sind 51,25 % erwerbstätig. Davon sind 27,67 % arbeitslos.
| Volkszählung | 1948   | 1953   | 1961   | 1971   | 1981    | 1991    | 2011    | 2021    |
| ------------ | ------ | ------ | ------ | ------ | ------- | ------- | ------- | ------- |
| Einwohner    | 19.631 | 24.081 | 38.593 | 69.514 | 108.083 | 155.499 | 145.149 | 198.897 |

## Politik

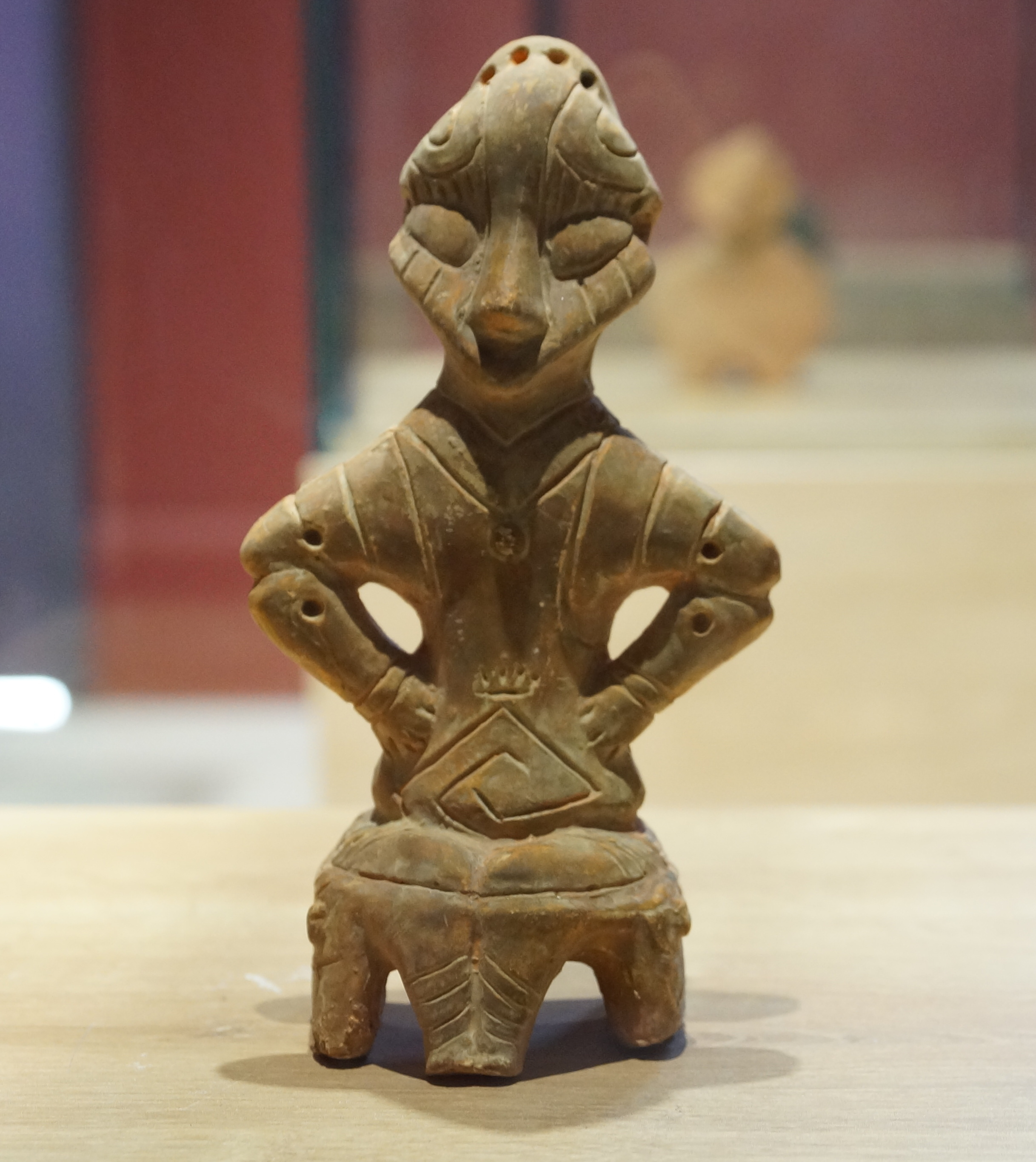
Das Stadtwappen geht auf ein archäologisches Artefakt zurück – die „Gottheit auf dem Thron“.

Nach den Kommunalwahlen 2013 hat Lëvizja Vetëvendosje! der LDK nach 14 Jahren die Position der lokalregierungsbildenden Partei entzogen.

### Legislative
Das Parlament der Großgemeinde besteht aus 51 Mitgliedern und setzt sich seit den Wahlen 2013 aus Mandaten der folgenden Parteien zusammen:
- 18 LDK (Lidhja Demokratike e Kosovës)
- 10 LVV (Lëvizja Vetëvendosje!)
- 8 PDK (Partia Demokratike e Kosovës)
- 4 AKR (Aleanca Kosova e Re)
- 3 AAK (Aleanca për Ardhmërinë e Kosovës)
- 2 PDSh (Partia Demokratike e Shqipërisë)
- 2 LB (Lëvizja për Bashkim)
- 1 KDTP (Kosova Demokratik Türk Partisi)
- 1 PF (Partia e Fortë)
- 1 SL (Srpska Lista)
- 1 Unabhängig

### Exekutive
Seit 2002 war Isa Mustafa (LDK) Bürgermeister der Stadt. Er wurde 2007 und 2009 wiedergewählt. Bei den Kommunalwahlen 2013 wurde Shpend Ahmeti (LVV) zum Bürgermeister gewählt. Seit Dezember 2021 ist Përparim Rama Bürgermeister von Pristina.

### Judikative
Der Gerichtsbezirk von Pristina umfasst neben der Hauptstadt auch die benachbarten Gemeinden von Drenas, Gračanica, Lipjan, Podujeva, Fushë Kosova und Obiliq. Das grundlegende Gericht dieses Bezirks hat seinen Sitz in der Hauptstadt und besteht aus 58 Richtern. Auch das 34-köpfige Appellationsgericht und die 27-köpfige Staatsanwaltschaft von Pristina sind für diese Zone zuständig.
Nicht nur regional, sondern auch national spielt die Stadt im Justizsystem des Landes eine wichtige Rolle. Der oberste Gerichtshof mit 27 Mitgliedern und das Verfassungsgericht der Republik Kosovo haben ihren Sitz in der Hauptstadt.

### Städtepartnerschaften
Pristina listet folgende sieben Partnerstädte auf:
| Stadt     | Staat                   |
| --------- | ----------------------- |
| Ankara    | Türkei                  |
| Durrës    | Albanien                |
| Karatschi | Pakistan                |
| Namur     | Belgien                 |
| Podgorica | Montenegro              |
| Tirana    | Albanien                |
| Kaohsiung | Republik China (Taiwan) |

## Kultur und Sehenswürdigkeiten

### Bauwerke

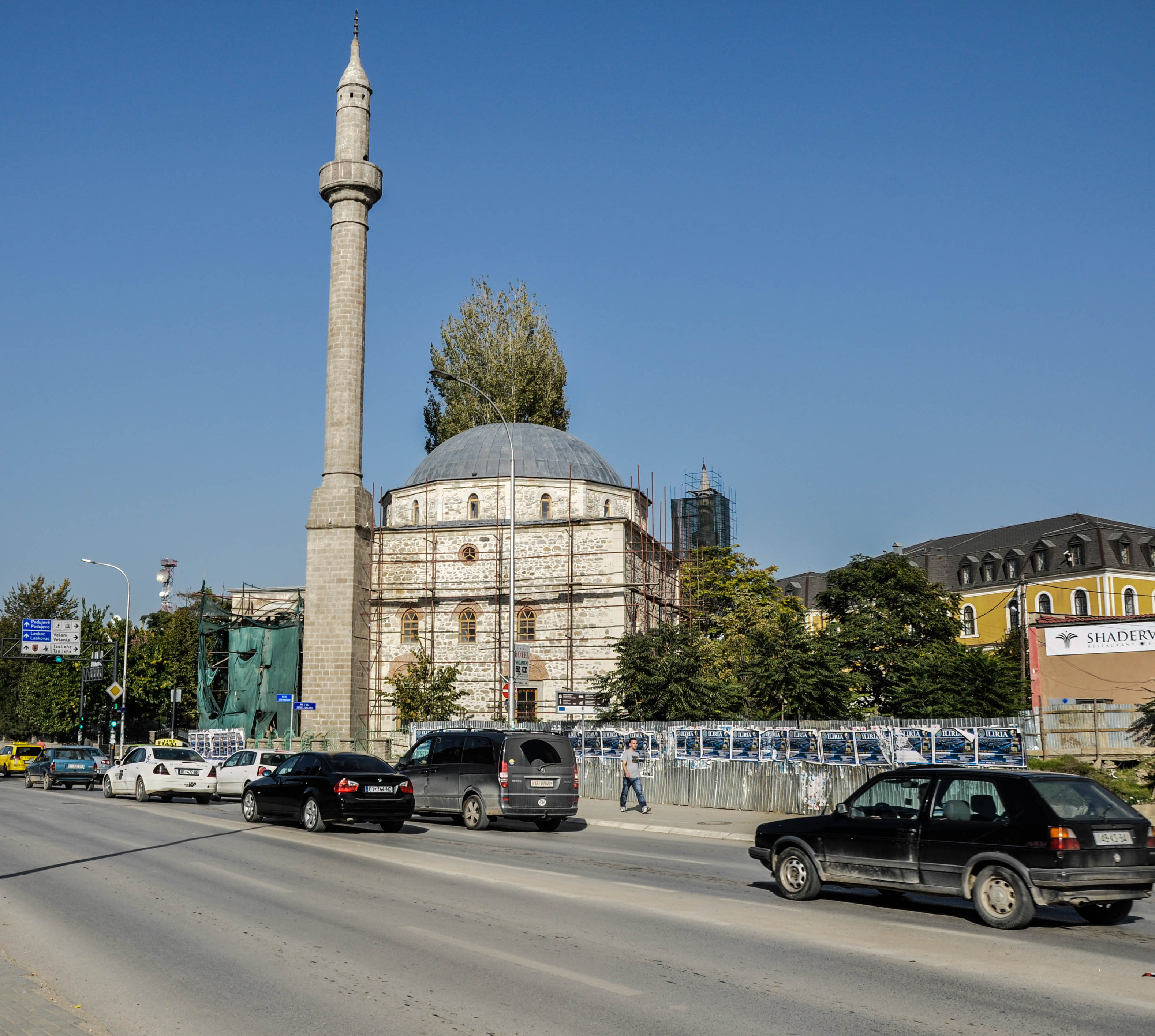
Die Çarshi-Moschee zählt zu den bedeutendsten Sehenswürdigkeiten der Stadt und zu den ältesten Moscheen des Landes. Ihren Bau verordnete 1393 höchstpersönlich Sultan Bayezid I. zu Ehren seines auf der Schlacht auf dem Amselfeld gefallenen Vaters. Sie befand sich in der Restaurationsphase

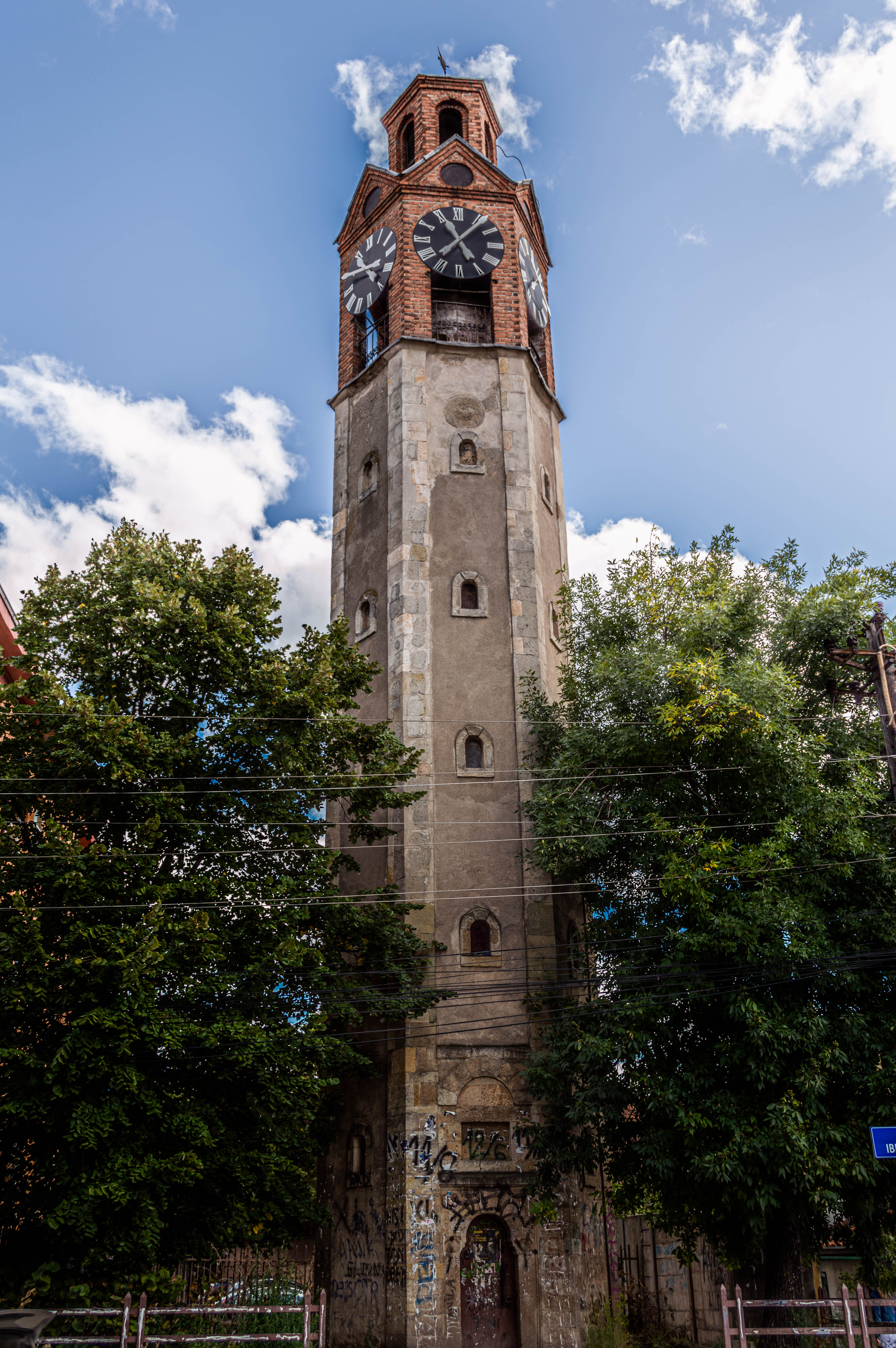
Der im 19. Jahrhundert errichtete Uhrturm spielte zu osmanischer Zeit vor allem für die Wirtschaft eine wichtige Rolle.

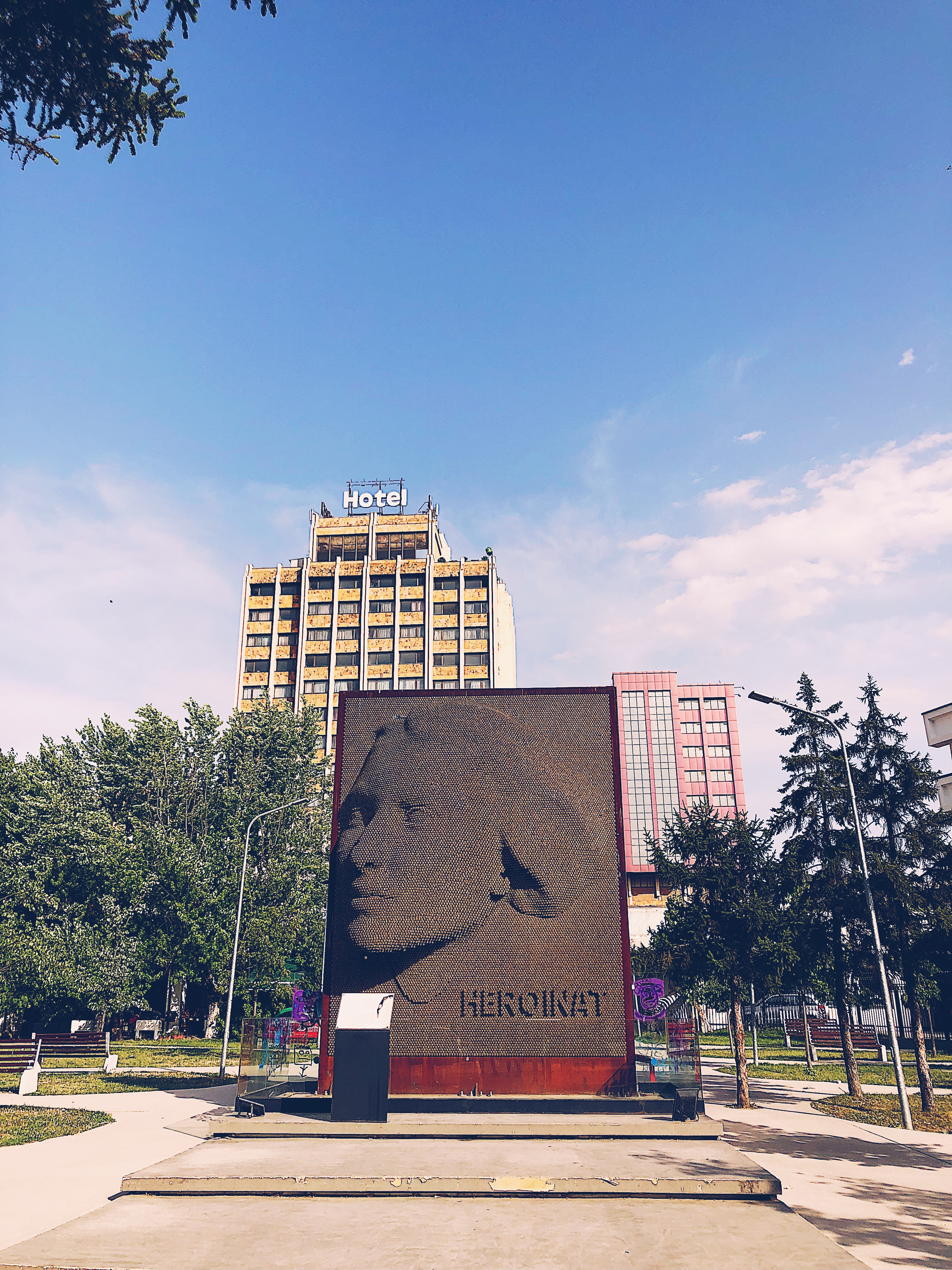
Blick auf das Denkmal der Heroinat (Heldinnen): Das große Frauengesicht besteht aus 20.000 kleinen Frauengesichtern, welche die etwa 20.000 vergewaltigten Frauen während des Kosovokrieges symbolisieren.

Die Stadt wurde während der jugoslawischen Zeit stark modernisiert, sodass viele alte Gebäude verschwanden. Während des Kosovokrieges wurden außerdem etliche Baudenkmäler stark beschädigt oder zerstört. Trotzdem gibt es heute noch einige sehenswürdige Bauten, meist aus osmanischer Zeit. Einige Gebäude konnten aufgrund des Krieges nicht fertiggestellt werden, wie etwa die serbisch-orthodoxe Christ-Erlöser-Kathedrale.

#### Großer Hamam
Das Gebäude liegt nordwestlich der Sultan-Mehmet-II.-al-Fātih-Moschee. Es wurde am Ende des 15. Jahrhunderts errichtet. Der Platz zwischen Moschee und Badehaus ist im Frühjahr und Sommer Treffpunkt älterer Einwohner. Das Gebäude ist eines der wenigen noch erhaltenen Beispiele für osmanische Badehäuser (Hamam) im Kosovo. Nach Angaben der UNESCO befindet es sich in einem sehr verwahrlosten Zustand, die anfänglichen Kosten für eine Renovierung werden auf rund eine halbe Million Euro geschätzt.

#### Mutter-Teresa-Kathedrale
2017 wurde in Pristina die Mutter-Teresa-Kathedrale geweiht, das neue Gotteshaus der Katholiken in Pristina. Neben der Kathedrale sollen zudem ein Bischofshaus, eine Grundschule, ein Schwesternheim, ein Kindergarten, ein Begegnungszentrum, eine Bibliothek und ein Theater entstehen. Finanziert wird das Projekt von der Römisch-katholischen Kirche des Kosovo und der Stadtverwaltung von Pristina.

#### Llap-Moschee
Die 1470 gebaute Moschee liegt außerhalb des Stadtzentrums und ist eines der ältesten Baudenkmäler. Sie besteht aus einer Vorhalle und einem sechs Meter im Quadrat großen Gebetsraum mit einem steinernen Mihrāb und einer ebenfalls steinernen Minbar mit stalaktitenförmiger Überdachung. Das Minarett besteht im unteren Teil aus Quader- im Oberen aus Ziegelsteinen. Die Moschee wurde im Kosovokrieg 1999 durch Brandstiftung weitgehend zerstört; ist jedoch heute wieder renoviert.

#### Große Moschee
Die Sultan-Mehmet-II.-al-Fātih-Moschee wurde 1460 von Sultan Mehmet II. im frühkonstantinopolischen Stil erbaut, sieben Jahre nach dem Fall von Konstantinopel und neun Jahre, bevor er in der zu Istanbul umbenannten Stadt seine Moschee errichtete. Sie liegt in der historischen Altstadt und gehört zu den ältesten architektonischen Denkmälern der Stadt.

#### Weitere Moscheen
Die Jashar-Pascha-Moschee und die Çarshi-Moschee zählen zu den bedeutendsten und ältesten islamischen Sakralbauten der Stadt.

#### Uhrturm
Der Uhrturm wurde im 19. Jahrhundert erbaut und steht in der Nähe der Jasār-Pascha-Moschee.

#### Skanderbeg-Platz

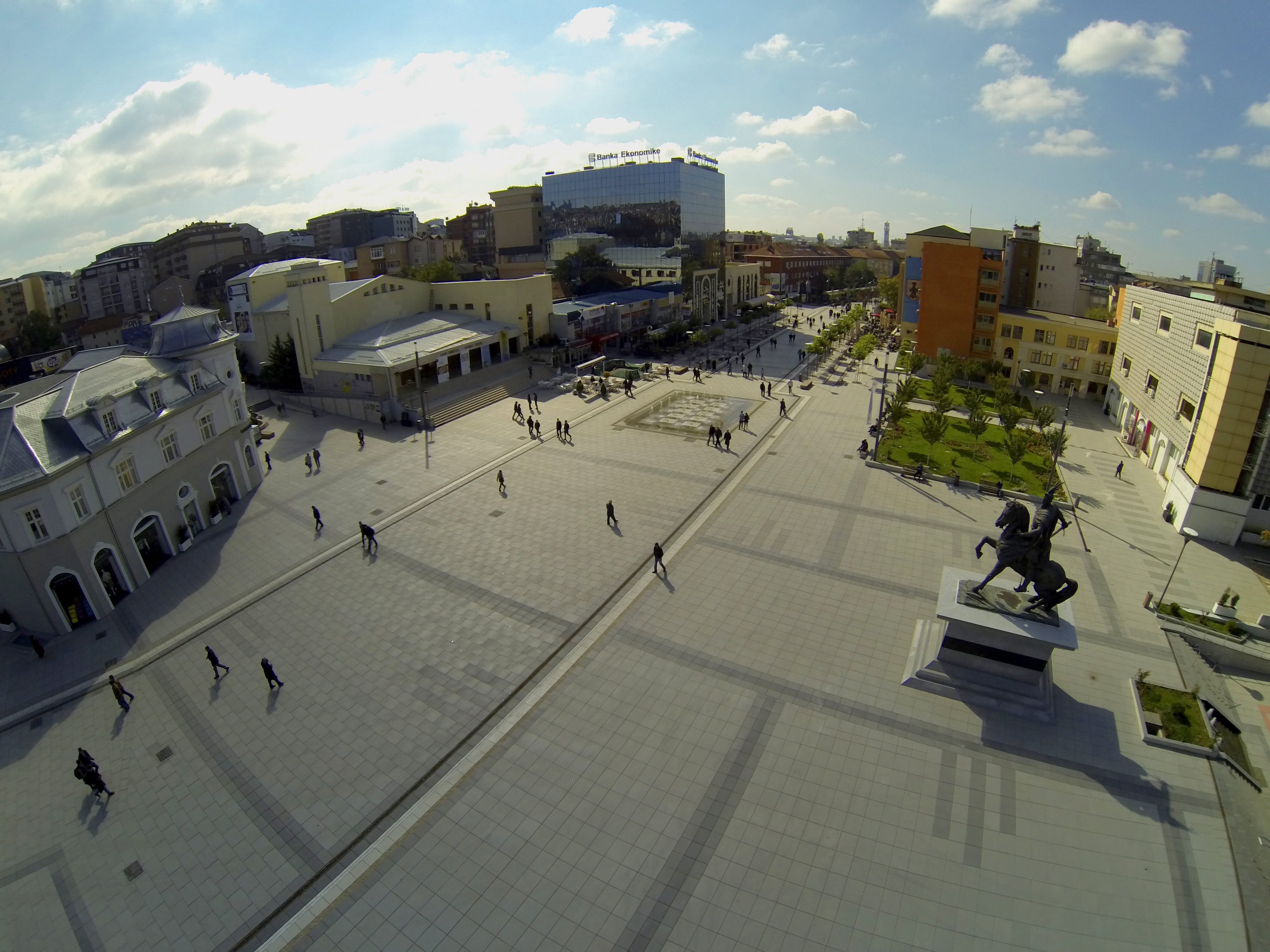
Überblick über den Skanderbeg-Platz vom Regierungsgebäude aus (2013)

Der Sheshi Skënderbeu liegt direkt am Mutter-Teresa-Boulevard im Stadtzentrum und ist der Hauptplatz von Pristina. An ihm befindet sich das Parlament der Republik Kosovo, einige Ministerien, ein Springbrunnen, das Theater des Kosovo, eine United-Colors-of-Benetton-Filiale, die Banka Ekonomike und das Swiss Diamond Hotel Prishtina.

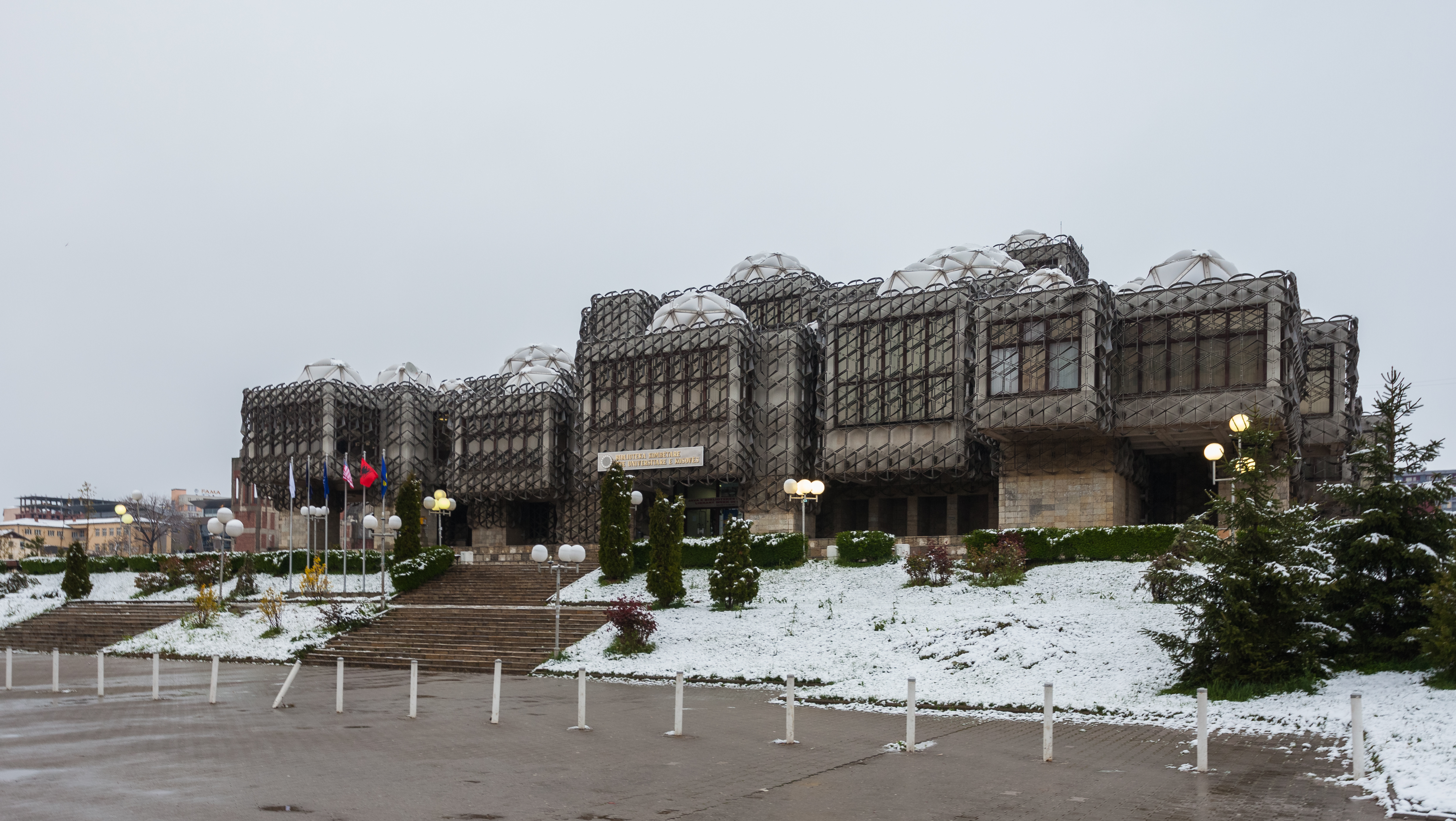
Die 1944 gegründete Bibliothek ist die größte des Landes und ist in einem architektonisch einzigartigen Gebäude untergebracht.

### Kulturelle Einrichtungen
Pristina ist kulturelles Zentrum des Kosovo. Hier befinden sich das Nationaltheater, der Jugendpalast (Kongresszentrum), die 1944 gegründete Nationalbibliothek, die 1945 gegründete Bibliothek Hivzi Sylejmani, das Museum des Kosovo und weitere Einrichtungen, die für das Land von großer Bedeutung sind.

### Veranstaltungen
Seit 2009 findet in der Hauptstadt das PriFilmFest statt, das bedeutendste Filmfestival des Landes. Auch die Wahlen zur Miss Kosovo finden meist hier statt.

### Medien
Pristina ist das Medienzentrum des Kosovo. Hier hat die einzige öffentlich-rechtliche Rundfunkanstalt – Radio Televizioni i Kosovës (kurz RTK) – ihren Sitz, der einen TV-Sender und zwei Rundfunkstationen (Radio Kosova und Radio Blue Sky) betreibt. Dazu kommen weitere private TV-Sender wie RTV 21 (Radio Televizioni 21), KTV (Kohavision), 21 Popullore, 21 Plus (Musiksender), Klan Kosova und weitere. Die Redaktionen der landesweiten albanischen Tageszeitungen wie Koha Ditore, Bota Sot, Epoka e Re, Gazeta Express und andere haben auch ihren Sitz in Pristina.

### Sport

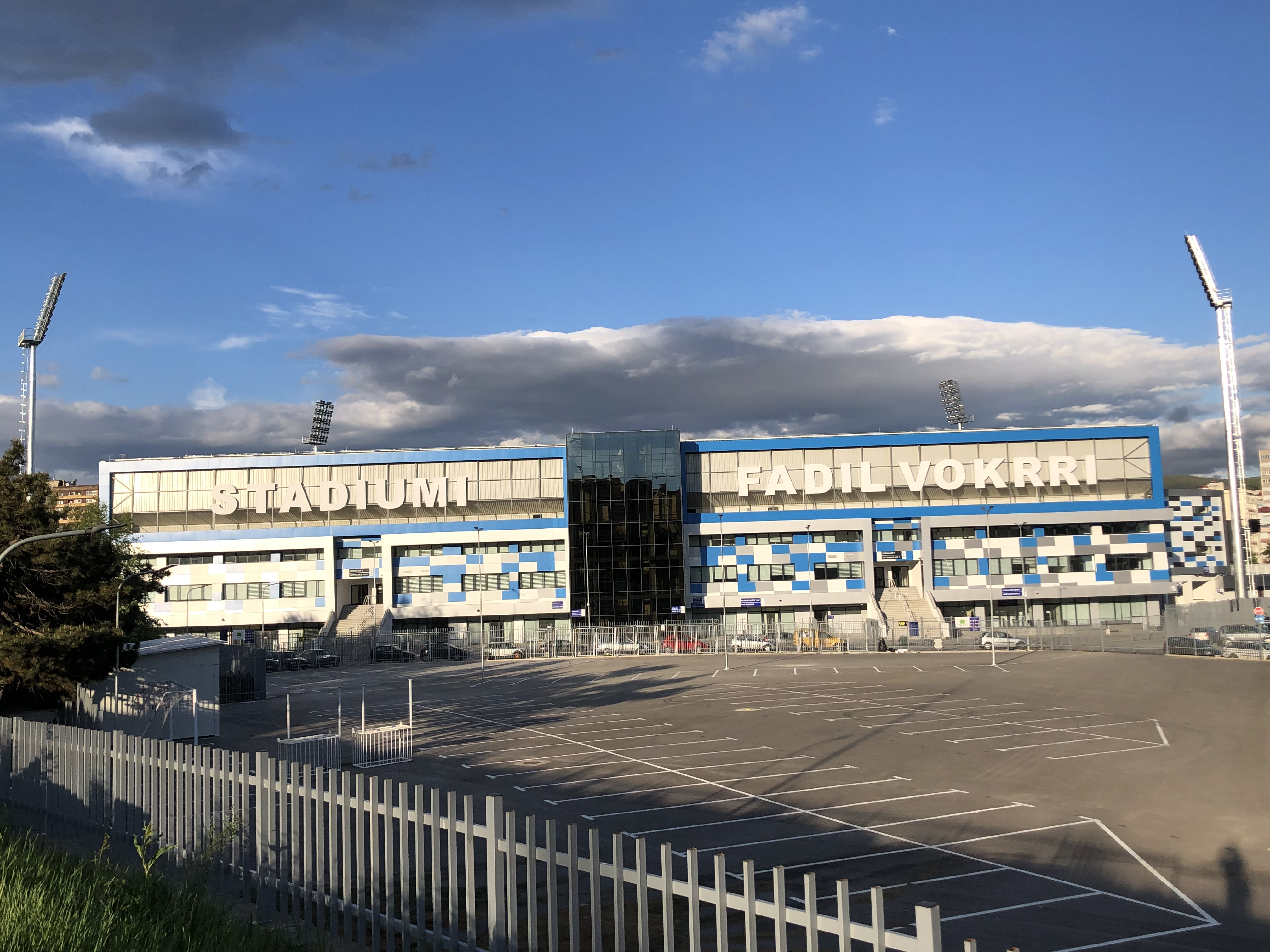
Heimstadion des FC Prishtina und der kosovarischen Fußballnationalmannschaft mit einer Kapazität von etwa 13.400 Zuschauerplätzen

Mit dem FC Prishtina und dem KF Hajvalia spielen zurzeit zwei Fußballvereine aus der Stadt in der höchsten Liga des Kosovo, der IPKO Superliga. Weitere Fußballvereine aus der Stadt laufen in den unteren Ligen auf. Darüber hinaus beheimatet die Stadt mit Sigal Prishtina und Kerasan Prishtina zwei Basketballvereine, die in der kosovarischen Basketball Superleague konkurrieren. Sigal Prishtina ist erfolgreichster Basketballclub des Landes und gewann zehnmal die kosovarische Basketball Superleague, elfmal den Kosovo Cup, dreimal den Kosovo Supercup sowie im regionalen Wettbewerb 2015 und 2016 zweimaliger Meister der Balkanleague. (Stand: 2016)
Der Palast der Jugend und des Sports (Pallati i Rinise dhe Sporteve) ist eine Mehrzweckhalle, die der Austragung verschiedener Sportarten in der Stadt dient und befindet sich in einem einzigartigen Bau in unmittelbarer Nähe zum Fußballstadion. Der Palast der Jugend und des Sports beinhaltet zwei Hallen mit einer Kapazität von jeweils 8 000 Zuschauerplätzen in der großen und 3 000 Zuschauerplätzen in der kleinen Halle. Der sich darin befindliche Palast der Jugend hat eine Fläche von 8136 m², das Einkaufs- und Freizeitzentrum eine Fläche von 8124 m² sowie die Mehrzweckhalle eine Fläche von 32440 m². Das Objekt wurde 1977 nach einem erfolgreichen Volksbegehren der Bürger der Stadt errichtet. Am 25. Februar 2000 fiel das Objekt jedoch einem großen Feuer zum Opfer und konnte seitdem nur teilweise wiederhergestellt werden, so dass die große Halle seitdem außer Betrieb steht.
Der Palast der Jugend und des Sports wird zudem für den Futsal, Handball, Athletik, Volleyball und weiterer diverser Sportwettbewerbe sowie Konzerte, Ausstellungen, Messen, Tagungen und Kongresse genutzt. Darin befinden sich außerdem noch Restaurants, Bars, Wellness, 6D Kino, Einkaufs- und Parkmöglichkeiten für Besucher. Auf dem Vorplatz des Palastes der Jugend und des Sports befindet sich das NEWBORN Denkmal, das anlässlich der Ausrufung der Unabhängigkeit des Kosovo am 17. Februar 2008 aufgestellt wurde und weltweite Aufmerksamkeit erregte und seitdem als Wahrzeichen der Stadt gilt.

### Ethnologischer ParkEmin Giku
In der Altstadt von Pristina gelegen, gilt das Ensemble als bestes Beispiele für regionale Stadtarchitektur im Kosovo. Die frühere Stadtresidenz einer reichen kosovarischen Familie aus dem 18. und 19. Jahrhundert besteht aus drei Hauptgebäuden, die um zwei Höfe gruppiert sind. Die Ausstellung im Inneren dokumentiert das traditionelle Leben der früheren Kosovo-Albaner.

### Trivia
Aus Dankbarkeit gegenüber den USA für deren Unterstützung der Unabhängigkeit Kosovos sind mehrere Straßen der Stadt nach früheren US-amerikanischen Politikern benannt, wie beispielsweise der Bulevardi Bill Klinton (nach Ex-Präsident Bill Clinton) und die Rruga Robert Dole (nach Ex-Senator Bob Dole).

## Infrastruktur

### Wasser, Abwasser, Elektrizität, Kommunikation
Das starke Anwachsen der Stadt nach dem Krieg belastet die Infrastruktur beispielsweise im Bereich Straßen und Kanalisation. Seit dem Einmarsch der KFOR-Truppen sind 75 % der bis dahin bestehenden Stadtstruktur – oft im Rahmen illegaler Bautätigkeit – umgebaut worden. Es gibt ernste Probleme bei der Versorgung mit Wasser und Elektrizität. Das Telefonfestnetz in der Stadt wurde modernisiert und arbeitet genauso zuverlässig wie das Mobilfunknetz. Die Internetanbindung ist für den größten Teil der Stadt gesichert.

### Bildung

#### Vorstufe
Die Vorschulorganisation Gëzimi Ynë betreut in neun Stätten 535 Kinder im Alter zwischen ein und drei Jahren (Stand 2005). Dazu kommen noch einmal über tausend Kinder zwischen drei und sechs Jahren. Kinderkrippen und Kindergärten beherbergen insgesamt 1522 Kinder und haben 192 Mitarbeiter (Stand 2014). Darüber hinaus gibt es in diesem Bereich 29 weitere durch das Bildungsministerium des Landes lizenzierte Kindertagesstätten in der Gemeinde, die von privaten Trägern betrieben werden.

#### Primarstufe
In der Großgemeinde Pristina gibt es 37 Grundschulen, 14 in der Stadt selbst, sechs davon liegen im Siedlungsgebiet der serbischen Minderheit außerhalb der Stadt. In der Stadt gibt es außerdem zwei Schulen, an denen Angehörige der türkischen bzw. bosnischen Minderheit Unterricht in der Muttersprache bekommen. Die Zahl der Grundschüler liegt bei 29.270. Es gibt eine Sonderschule für höhere Anforderungen mit dem Namen Naim Frashëri für 58 Schüler. Zudem gibt es eine Grund- und Mittelschule für Musik und Ballett mit rund 600 Schülern. Seit der Übernahme der Gemeindeverwaltung durch die Vetëvendosje! 2013 wurden in der Primarstufe erneut systematische ärztliche Untersuchungen eingeführt. Die Schüler werden dabei durch fünfzehn Ärzteteams in den Schulen aufgesucht und untersucht. Durch die ärztlichen Kontrollen soll das Wachstum und die Entwicklung der Schüler beobachtet sowie die Identifizierung von Verformungen, Anomalien und speziellen Erkrankungen vorgenommen werden.
Trotz des Baus neuer Schulobjekte in der Stadt, hat die Gemeinde nach wie vor mit der Überlastung des Schulsystems zu kämpfen, die durch die Landflucht nach Ende des Kosovokrieges 1999 ausgelöst wurden. Dabei treten insbesondere Probleme der überfüllten Klassen und der mangelnden Lehrkräfte auf, die sich auf die Lehrqualität auswirken. Die Gemeinde versucht dem entgegenzutreten, in dem sie durch den Bau weiterer Schulobjekte versucht die Anzahl der Schüler pro Klasse auf 35 zu begrenzen. Die Direktion für Bildung der Gemeinde Pristina zählt 3200 Mitarbeiter. Die Wahl der Schuldirektoren erfolgt nicht mehr unmittelbar durch die Gemeinde, sondern wird durch die Bewohner der einzelnen Stadtviertel in der die Schule liegt gewählt, nachdem sich der Kandidat einer Eignungsprüfung der Gemeinde unterworfen hat.

#### Sekundarstufe
Von den vierzehn Oberschulen sind drei allgemeinbildende Gymnasien. Die übrigen sind wie folgt fachspezifisch ausgerichtet: drei für Technik und jeweils eine für Philologie, Medizin, Jura, Handel, Landwirtschaft und Musik. Dazu kommt die US-amerikanisch-Türkische Privatschule Mehmet Akif und das islamische Gymnasium Medresa Alaudin.

#### Tertiärstufe

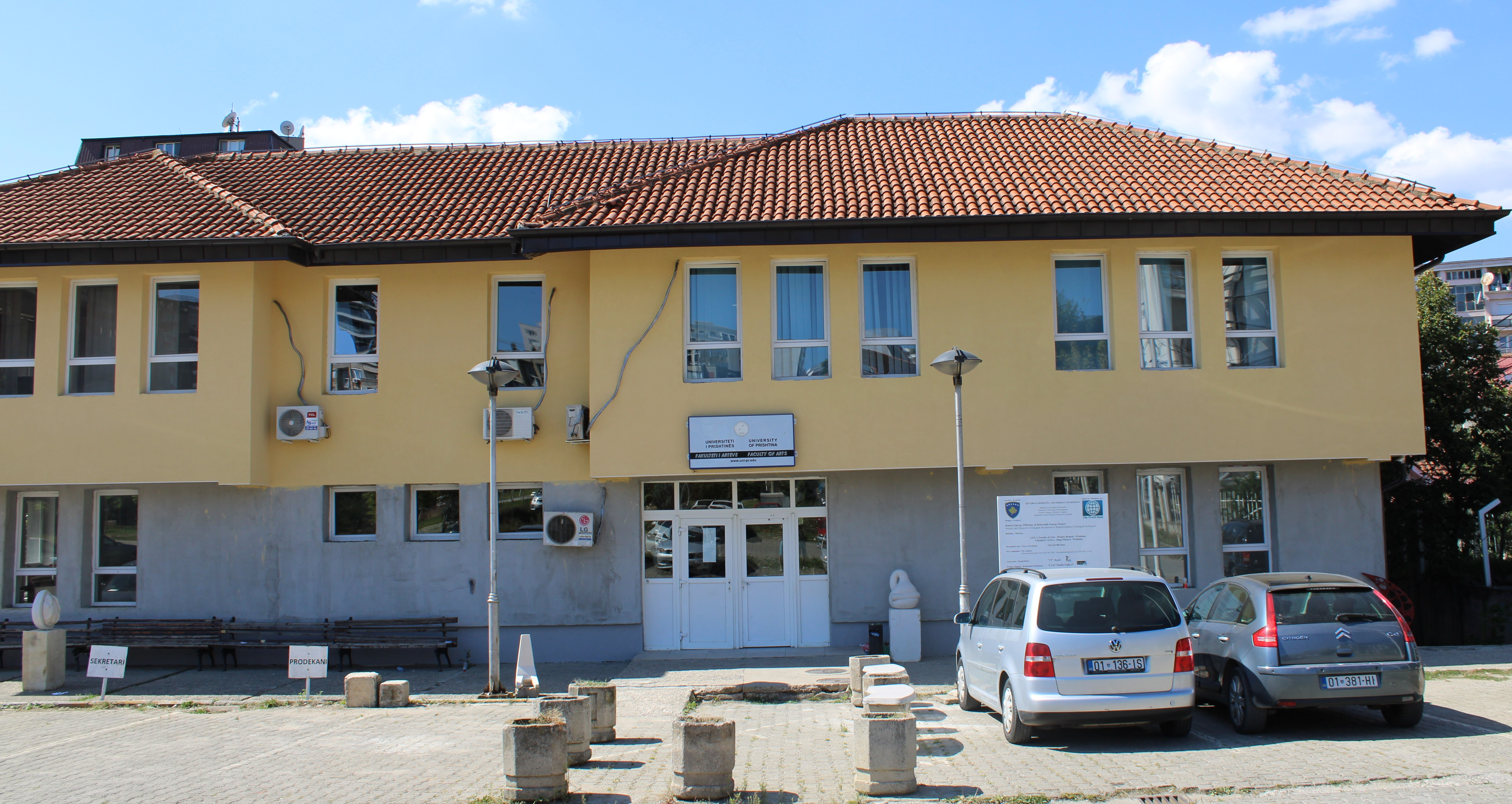
Philosophische Fakultät der Universität Prishtina

Die Stadt beheimatet die im Jahre 1970 eröffnete Universität Pristina mit ihren 17 Fakultäten und rund 42 000 Studierenden sowie die Universität Iliria. In Pristina ist auch die Akademie der Wissenschaften und Künste des Kosovo angesiedelt. Daneben gibt es weitere private Universitäten, die in den 2000er Jahren gegründet wurden.

### Verkehr

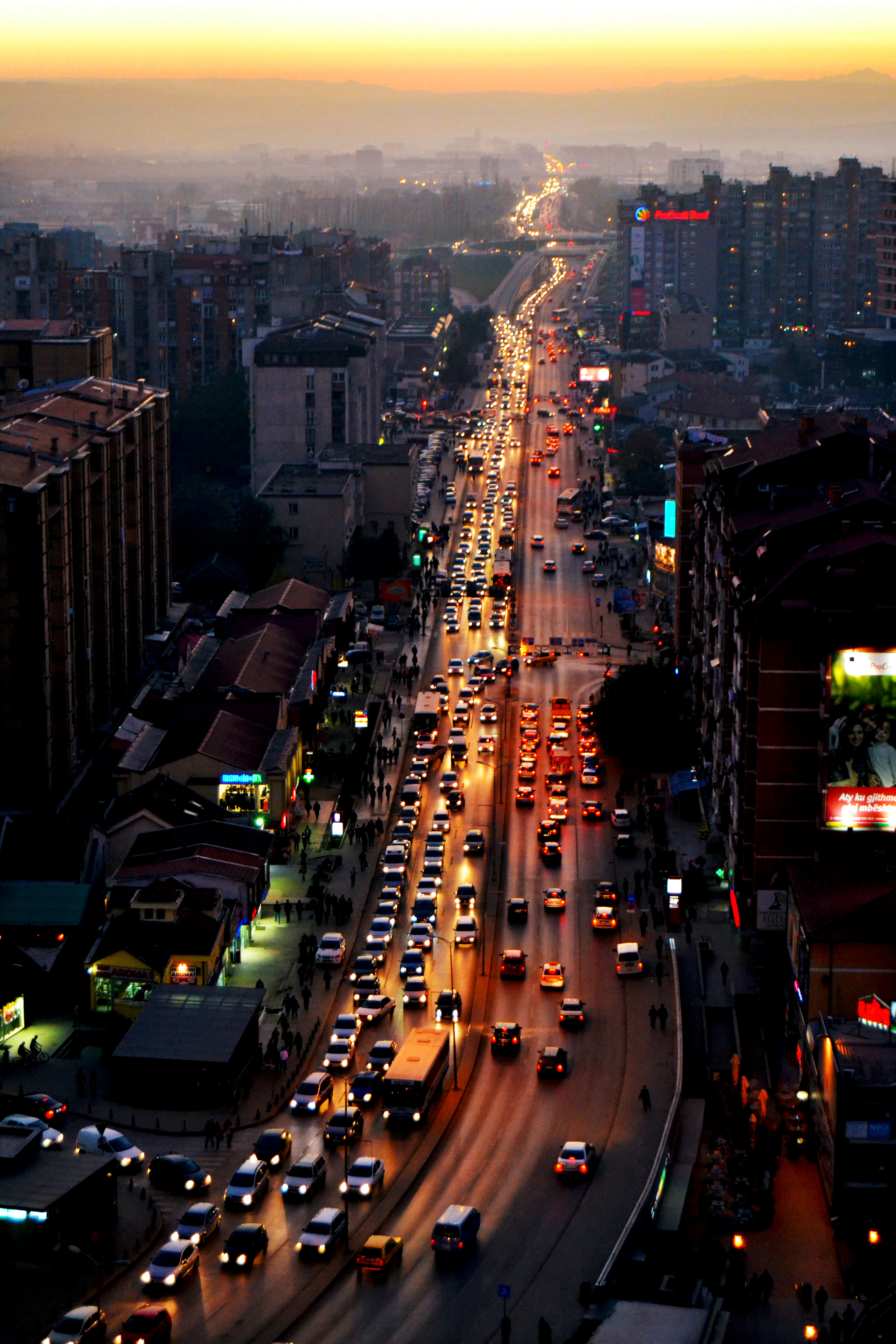
Abendverkehr an der M-9 in Richtung Fushë Kosova, die Schnellstraße führt nach Peja.

#### Straßenverkehr
Von Pristina laufen vier nationale Straßenachsen in verschiedene Richtungen des Landes. Die Stadt ist direkt mit Prizren (weiter zur albanischen Grenze), Peja, Mitrovica und Podujeva (weiter zur serbischen Grenze) verbunden. Darüber hinaus bestehen Straßen nach Skopje (Nordmazedonien) und Preševo (Süd-Serbien). Die nationale Autobahn R 7 umgeht die Stadt westlich von ihr. Auch die sich im Bau befindende (und zum Teil bereits fertiggestellte) Autobahn R 6, die von Vushtrria den Verlauf der M2 übernehmen wird und an der mazedonischen Grenze auf die geplante M3 übergehen wird, führt westlich an der Stadt vorbei.

#### Flugverkehr

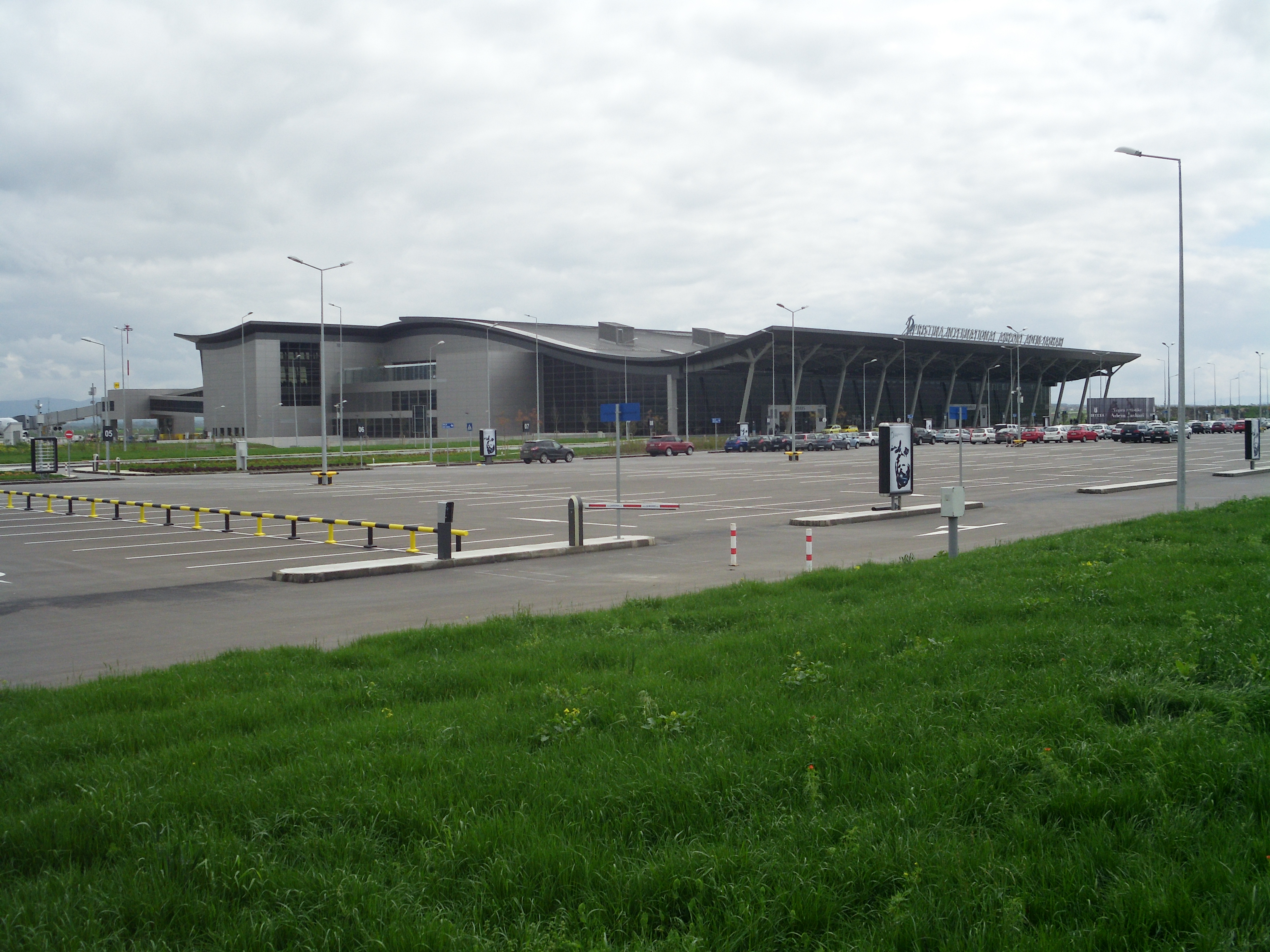
Das neue Empfangsterminal des Flughafens von Pristina

Etwa 22 Kilometer südwestlich von Pristina liegt der internationale Flughafen Pristina, der 2009 rund 1,2 Millionen Passagiere abfertigte und 5709 Flugbewegungen verzeichnete. Im Jahr 2023 waren es 3,42 Millionen Passagiere und 21.842 Flugbewegungen.

#### Busverkehr
Pristina erhielt für den öffentlichen Verkehr der Hauptstadt neue Busse. Der italienische Nutzfahrzeughersteller Iveco erhielt den Zuschlag für den Bau von 51 Bussen für den öffentlichen Stadtverkehr der kosovarischen Hauptstadt Pristina. Das entsprechende Abkommen wurde im September 2016 unterzeichnet. 30 Busse sollen bis Ende Dezember ausgeliefert werden. Die restlichen 21 sollen bis Ende Januar 2017 ankommen.

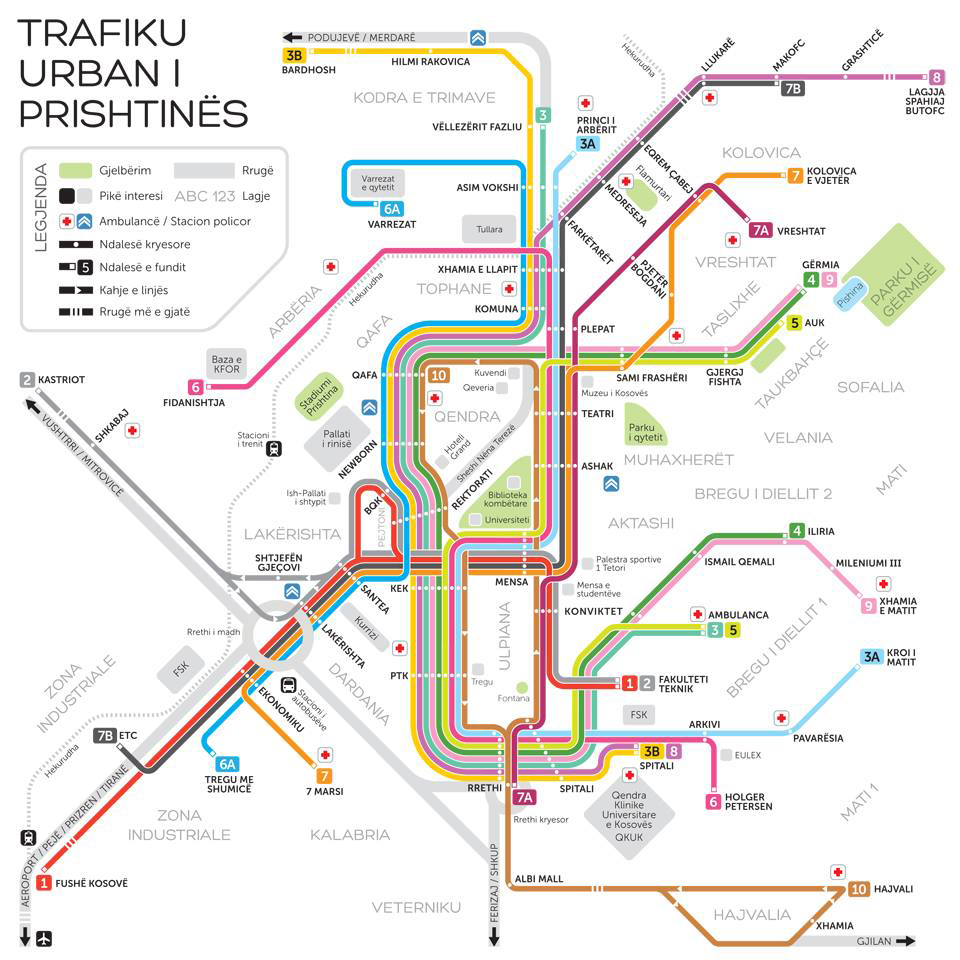
Busnetz der Hauptstadt Pristina

| Buslinie | Start                                         | Ende                                          |
| -------- | --------------------------------------------- | --------------------------------------------- |
| 1        | Fakulteti Teknik                              | Fushë Kosovë                                  |
| 2        | Fakulteti Teknik                              | Kastriot                                      |
| 3        | Ambulanca (Bregu i Diellit 1)                 | Vëllezërit Fazliu                             |
| 3A       | Princi i Arbërit                              | Kroi i Matit                                  |
| 3B       | Spitali (Qendra Klinike Universite e Kosovës) | Bardhosh                                      |
| 4        | Iliria (Bregu i Diellit 2)                    | Gërmia                                        |
| 5        | Ambulanca (Bregu i Diellit 1)                 | Sofali                                        |
| 6        | Fidanishtja (Arberia)                         | Holger Petersen                               |
| 6A       | Varrezat                                      | Tregu me Shumicë (Zona industriale)           |
| 7        | Kolovica e Vjetër                             | 7 Marsi                                       |
| 7A       | Vreshtat                                      | Rrethi                                        |
| 7B       | Makofc                                        | ETC                                           |
| 8        | Llagja Spahiaj Butofc                         | Spitali (Qendra Klinike Universite e Kosovës) |
| 9        | Xhamia e Matit                                | Gërmia                                        |
| 10       | Qafa ↺                                        | Hajvali                                       |

#### Eisenbahn

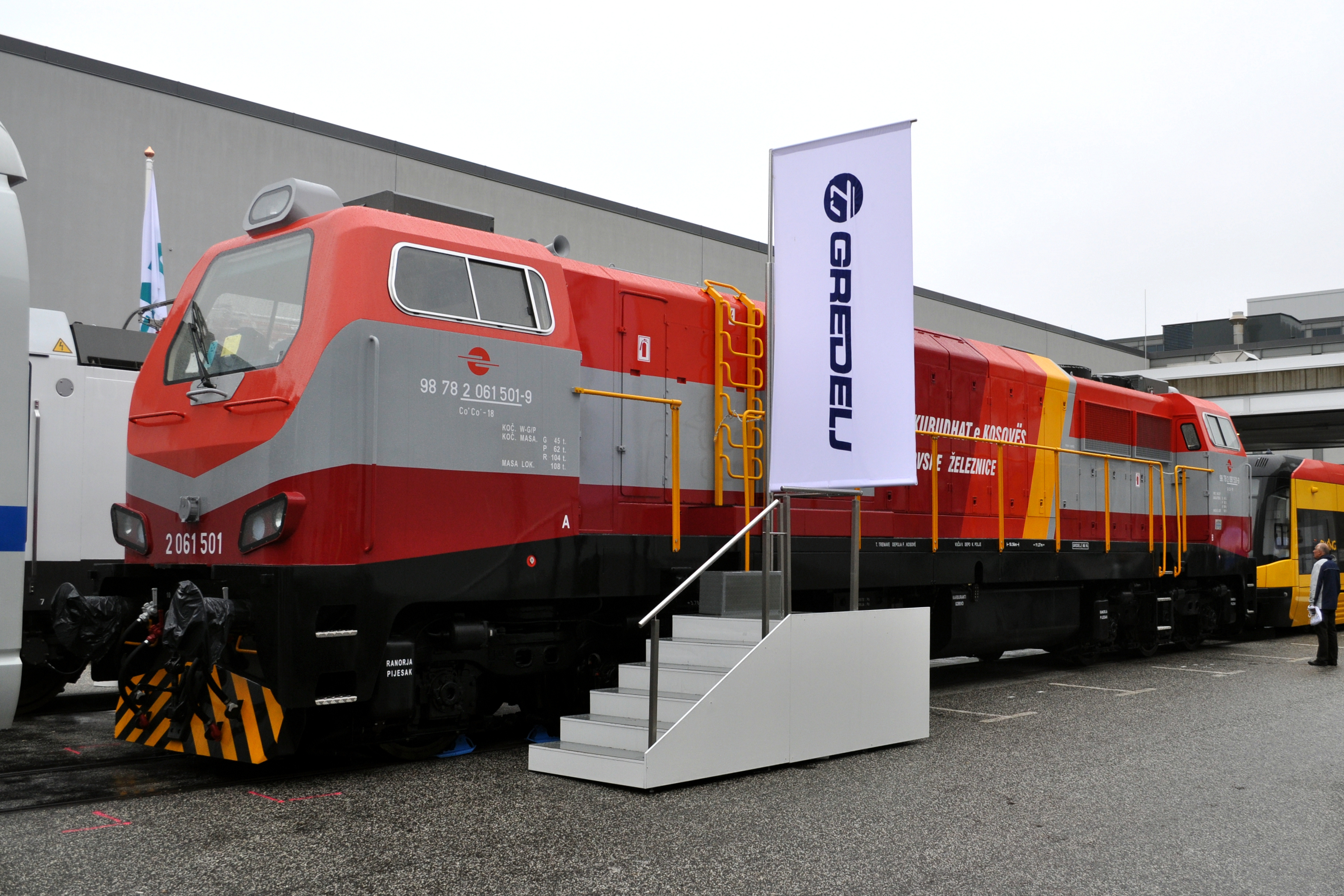
Lokomotive KŽ 2 061 501 des kroatischen Herstellers Gredelj für die Eisenbahngesellschaft des Kosovo Trainkos (InnoTrans 2010)

In Fushë Kosova bei Pristina befindet sich der Knotenpunkt des Netzes der kosovarischen Eisenbahngesellschaft Trainkos. Pristina selbst befindet sich an der im Güter- und Personenverkehr betriebenen Eisenbahnverbindung nach Fushë Kosova. Im Personenverkehr gibt es aktuell eine verbliebene Verbindung nach Peja. Der nach Niš weiterführende Abschnitt wird zurzeit nicht betrieben. Durch eine Investition der Regierung, der Europäischen Kommission, der Europäischen Bank für Wiederaufbau und Entwicklung und der Europäischen Investitionsbank in Höhe von mehreren hundert Millionen Euro wird seit 2017 das kosovarische Schienennetz modernisiert, wovon auch die Teilstrecken in und um Pristina umfasst ist.

## Wirtschaft

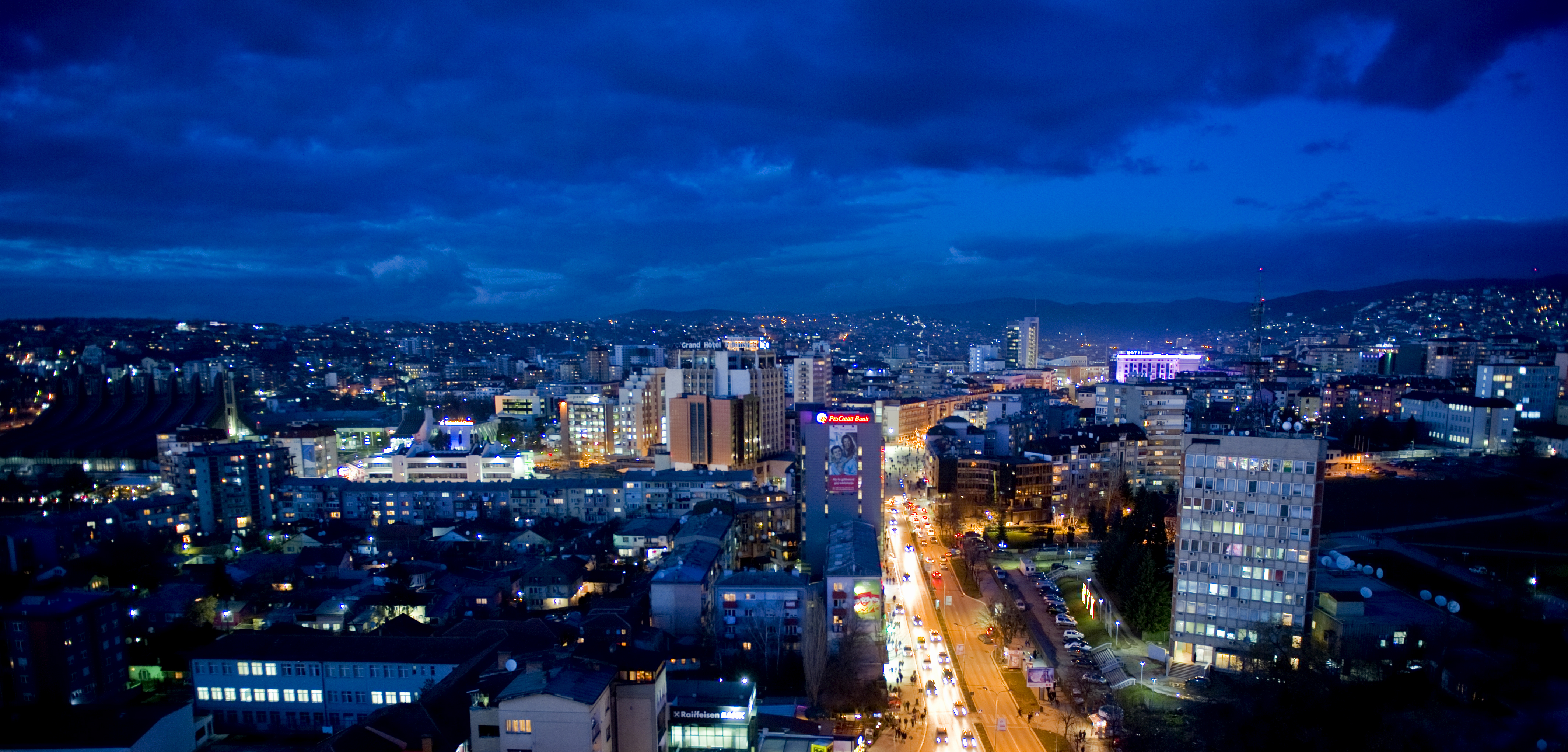
Innenstadt im Abendverkehr

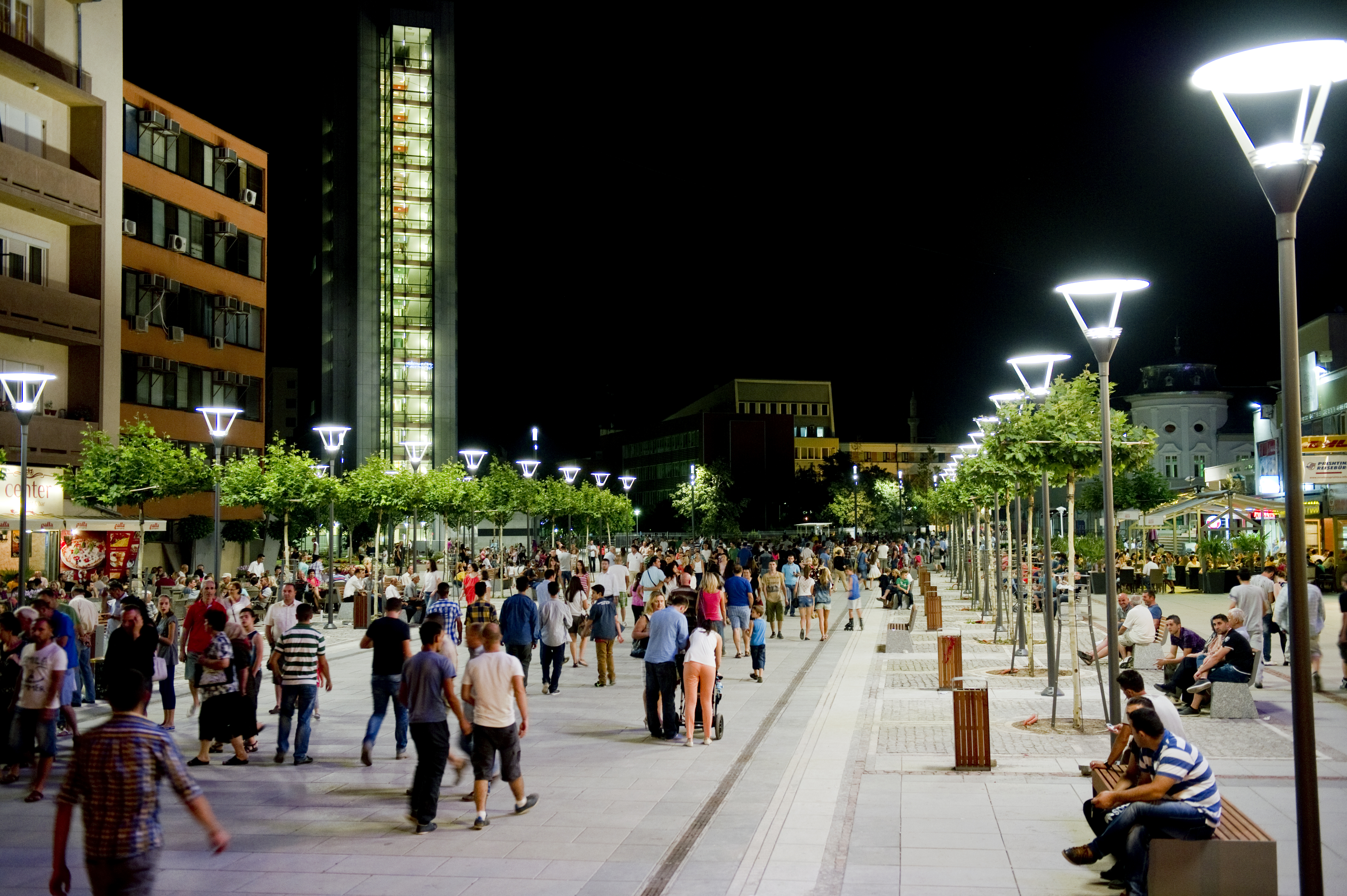
Der zentrale Skanderbeg-Platz im Stadtzentrum

### Gewerbe und Industrie
Obwohl dieser Wirtschaftszweig in der Stadt – wie auch im ganzen Land – seit dem Zerfall Jugoslawiens zum großen Teil brach liegt, haben sich einige größere Unternehmen etablieren können, die unter anderem Nahrungsmittel, pharmazeutische Produkte, Schmuck und Textilien herstellen.
Das größte Gewerbe- und Industriegebiet befindet sich an der Straße nach Fushë Kosova, die die Hauptstadt auch mit dem Bahnhof der Trainkos in diesem Ort verbindet.

### Dienstleistungen und Handel
Der Großteil der Bevölkerung arbeitet heute in diesen beiden Sektoren, die vor allem seit dem Ende des Kosovokrieges (1999) hohe Gewinne verzeichnen konnten. Pristina ist heute Sitz zahlreicher national operierender Firmen, wie die nationale Post, die Telekommunikationsunternehmen PTK, IPKO und TK, das Mobilfunkunternehmen Vala und die Banken Banka per Biznes, NLB Prishtina, ProCredit Bank Kosovo, Raiffeisenbank Kosova. Auch die Energie- und Wasserversorgungsunternehmen (Korporata Energjetike e Kosovës KEK und Ujësjellësi Rajonal i Kosovës URK) haben ihren Sitz in der Hauptstadt.
Im Südwesten der Stadt entsteht seit einigen Jahren ein neues Geschäfts- und Handelszentrum mit dem Namen Lakrishta bzw. Prishtina e Re. Unter anderem wird seit 2008 am ENK City Center gebaut, das eine Höhe von 165 Metern aufweist und in das etwa 400 Millionen Euro investiert wurden. Auch das neue Kongresszentrum entsteht dort.

### Weitere Sektoren
Auch in der Landwirtschaft und im Bauwesen sind viele Einwohner der Stadt beschäftigt. Eher wenig prosperierend ist der Sektor des Tourismus, der nicht sehr entwickelt ist.